# Ordona
Ordona é uma comuna italiana da região da Puglia, província de Foggia, com cerca de 2.524 habitantes. Estende-se por uma área de 39 km², tendo uma densidade populacional de 65 hab/km². Faz fronteira com Ascoli Satriano, Carapelle, Foggia, Orta Nova.
Conhecida como Herdônia (Herdonia) no período romano.

## Demografia
| Variação demográfica do município entre 1861 e 2011                               |
|                                                                                   |
| Fonte: Istituto Nazionale di Statistica (ISTAT) - Elaboração gráfica da Wikipedia |